# کاگوی جلگه‌ای
کاگوی جلگه‌ای یا کاگوی دشتی (نام علمی: Rhynochetos orarius) نام یک گونه از رده پرنده است.